# Caïlacha Subbiah
Caïlacha Subbiah, né le 7 février 1911 à Pondichéry et mort le 12 octobre 1993, fut conseiller de la République des Établissements français de l'Inde du 26 janvier 1947 au 7 novembre 1948. Il siégea au sein du groupe de l'Union Républicaine et Résistante pour l'Union Française apparenté au groupe communiste. 